# Bajaga i instruktori
Bajaga i Instruktori (en serbe cyrillique Бајага и Инструктори, « Bajaga et les instructeurs ») est un groupe de rock serbe, originaire de Belgrade. Il est formé en 1984 par le compositeur, le parolier et le guitariste Momčilo Bajagić (Bajaga). Il continue à enregistrer. Le groupe possède une discographie abondante et certains de ses titres ont remporté un grand succès sur la scène du pop et du rock à l'époque de la république fédérative socialiste de Yougoslavie, aux côtés d'autres groupes comme Bijelo Dugme et Riblja Čorba.

## Biographie

### Années 1980
De 1978 à 1984, Momčilo Bajagić, né à Bjelovar, fit partie du groupe serbe Riblja Čorba, particulièrement populaire à cette époque. En 1984, il décide de sortir un album intitulé Pozitivna geografija. Sans que ce soit son intention au départ, Bajagić est amené à quitter le groupe et, la même année, il crée Bajaga i instruktori, qui donne son premier concert à Zagreb le 12 avril 1984. L'album, joué à ce concert, connut un important succès, avec des titres comme Limene trube et Papaline.
En 1985, Bajaga i instruktori enregistrent leur deuxième album, Sa druge strane jastuka, considéré par beaucoup comme l'un des plus grands albums du pop-rock serbo-yougoslave. Le succès de cet enregistrement fut considérable, chaque titre du disque devenant un hit. Parmi les succès de l'album, on peut citer les chansons Zažmuri. 220 u voltima, Ti se ljubiš, Dvadeseti vek, Dobro jutro, džezeri, Vidi šta sam ti uradio od pesme, mama, Francuska ljubavna revolucija et Sa druge strane jastuka.
Avec son troisième album, Jahači magle, paru en 1987, Bajaga i instruktori prend une nouvelle orientation musicale. L'album témoigne de l'expérimentation de nouveaux genres musicaux. De nouveau, presque tous les titres qu'il contenait devinrent un succès, notamment les chansons 300 na sat, Samo nam je ljubav potrebna et Kao ne zna da je gotivim, et 442 do Beograda, ainsi qu'un morceau rock-jazz fusion, Red i mir. Dans Sa druge strane jastuka et, plus encore dans Jahači magle, Bajaga et Dejan Cukić se partageaient la partie vocale. 
Après Jahači magle, Dejan Cukić quitte Bajaga i Instruktori et forme son propre groupe, Spori Ritam Bend. Cependant, Bajaga i Instruktori sortit un nouvel album, Prodavnica tajni, en 1988. Inspiré en partie par la tournée du groupe en Union soviétique, comprenant plusieurs chansons lentes et des ballades Prodavnica tajni dégageait une atmosphère plus mélancolique que les trois précédents albums. Parmi les titres importants, on peut citer Plavi safir, Gore-dole, Verujem, ne verujem, Ruski voz, Tišina, Godine prolaze et Život je nekad siv, nekad žut.
Le groupe enregistre Neka svemir čuje nemir en 1989. Il s'agissait d'une compilation, formée de nouvelles chansons comme Neka svemir čuje nemir et Na vrhovima prstiju, ainsi que l'enregistrement live.

### Années 1990
Malgré les difficultés croissantes que connaissait l'ex-Yougoslavie, Bajaga i Instruktori connait une décennie de succès. L'année 1991 fut marquée par la sortie d'un mini-album, intitulé Četri godišnja doba, comprenant quatre chansons, liées l'une à l'autre par le thème des saisons de l'année.
Muzika na struju, sorti en 1993. Plusieurs titres remportèrent un grand succès, comme Muzika na struju, Grad, Jedino to se zove ljubav, et Balkan. L'année suivante, l'album est suivi par la réalisation d'une bande son pour le film Ni Na Nebu Ni Na Zemlji (1994). Outre la chanson-titre, cette bande contient une reprise de plusieurs chansons antérieures. Elle comprend aussi un titre qui est peut-être le plus grand succès du groupe, Moji drugovi. Bajaga i Instruktori poursuit sa carrière musicale, avec Od bižuterije do ćilibara, un album paru en 1997.

### Années 2000

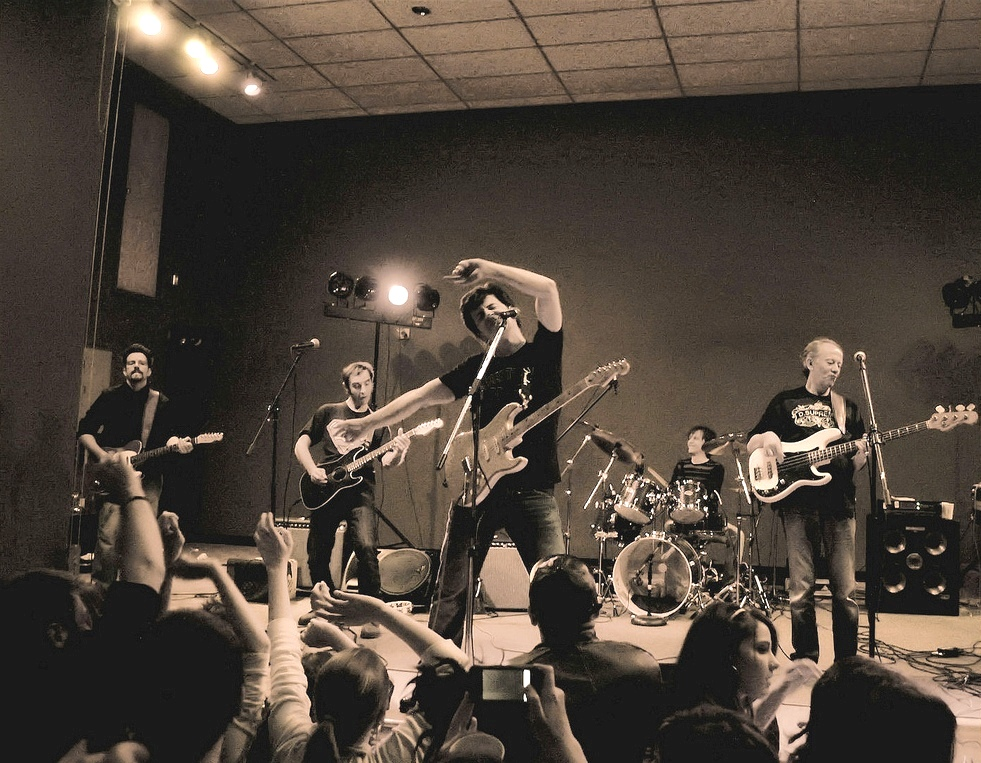
Bagaja i instruktori, en 2009.

En 2001, Bajaga i Instruktori publia un album studio intitulé Zmaj od noćaja. Les titres Zmaj od noćaja et Lepa Janja, ribareva kci rencontrèrent un succès, de même que le titre offert en bonus, Zvezda, qui était un hommage au club de football de l'Étoile rouge de Belgrade. Par la suite, le groupe enregistra un clip, réalisé pour le titre Pesma protiv maleri. En 2003, Bagaja i instruktori compose la bande son du film Profesionalac. Elle comprend une chanson intitulée Pada vlada, la « chute du gouvernement ». Le groupe continue sa carrière en réalisant une compilation de titres antérieurs en relation avec la ville de Belgrade ; cette compilation, intitulée Ruža vetrova Beograda sort en 2004 ; elle incluait deux nouvelles chansons, Novosti et Ruža vetrova. Ce dernier titre était accompagné d'un remix dans le style urban. 
En 2005, Bajaga i Instruktori sort un nouvel album enregistré en studio, intitulé Šou počinje u ponoć. L'album comprend neuf nouvelles chansons et un mélange de différents styles musicaux. Parmi les titres de ce nouvel album, on peut citer Bademi i so, Padaj kišo, keve ti et Otrov.

### Années 2010

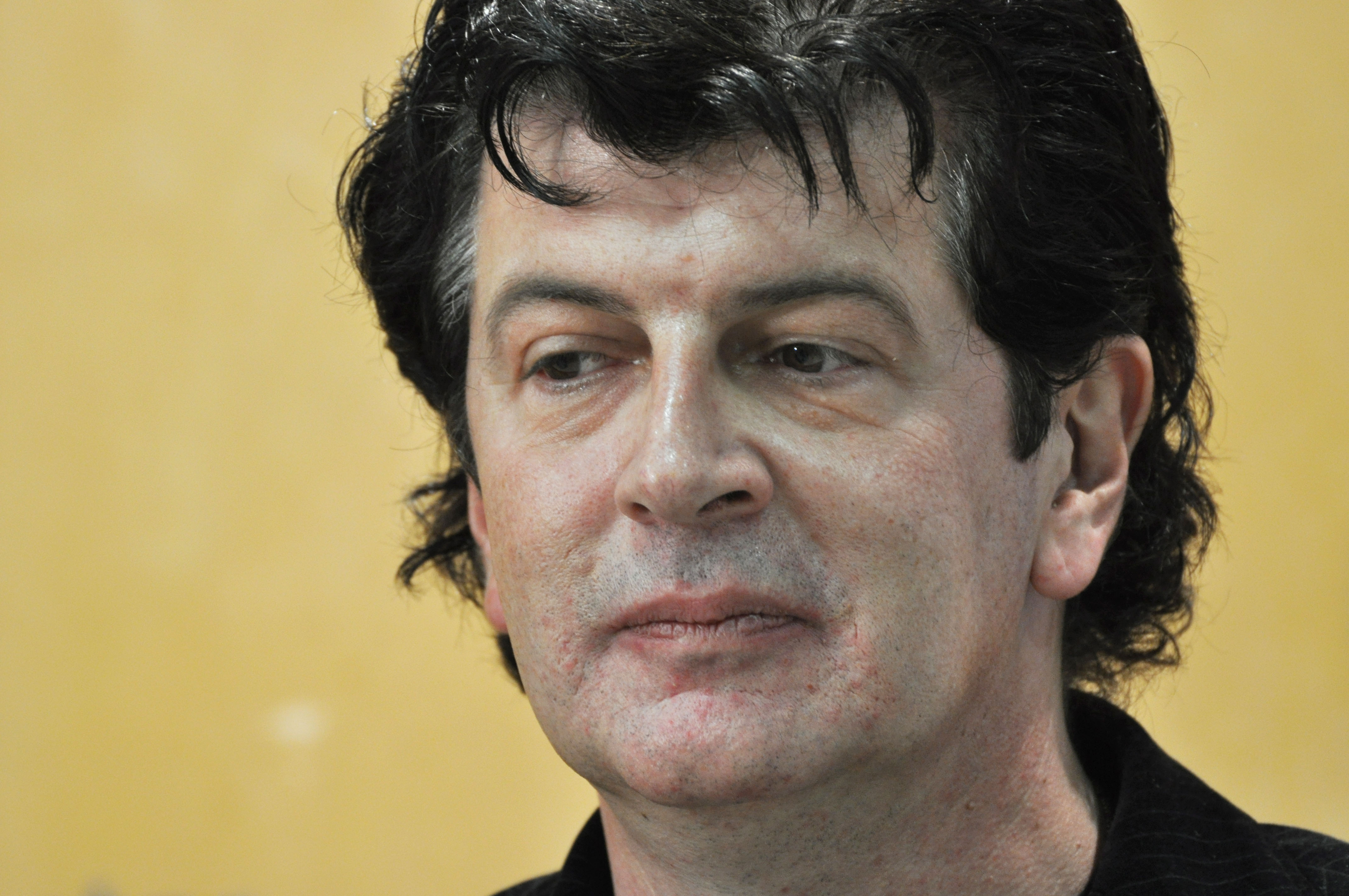
Bajagić en 2013.

En 2010, PGP-RTS sort un coffret intitulé Antologija comprenant des morceaux remasterisés issus de leurs quatre premiers albums. Le 24 avril 2012, le groupe joue au Hard Rock Cafe de Dubai.
Le 6 juin 2012, le groupe sort l'album studio Daljina, dim i prašina. L'album, anticipé par les singles Ako treba da je kraj et Vreme comprend une nouvelle version de Bežiš od mene, ljubavi et une version du morceau Od sumraka do svitanja écrit par Bajagić et enregistré à l'origine par Karolina Gočeva en 2005. En novembre, le groupe enregistre le clip du morceau-titre. Il fait participer l'acteur Srđan Todorović
Le 19 avril 2013, le groupe joue en Pologne pour la première fois. Il joue au Proxima Club de Varsovie, avec Maciej Maleńczuk, qui, en 2011, a repris le morceau des Bajaga i Instruktori, Verujem - Ne verujem, rebaptisé Ostatnia nocka.

## Discographie

### Albums studio
- 1984 : Pozitivna geografija (Géographie positive)
- 1985 : Sa druge strane jastuka (De l'autre côté de l'oreiller)
- 1986 : Jahači magle (Les cavaliers du brouillard)
- 1988 : Prodavnica tajni (Le magasin des secrets)
- 1993 : Muzika na struju (Musique électrique)
- 1997 : Od bižuterije do ćilibara (De la guirlande à l'ambre)
- 2001 : Zmaj od Noćaja (Le Dragon de Noćaj)
- 2005 : Šou počinje u ponoć (Le spectacle commence à Minuit)
- 2012 : Daljina, dim i prašina
- 2018 : U sali lom
- 2020 : Ovaj svet se menja

### Compilations
- 1989 : Neka svemir čuje nemir (Puisse l'Univers entendre l'agitation) (album live/compilation)
- 1991 : Četri godišnja doba (Les quatre saisons) (mini-album)
- 2004 : Ruža vetrova Beograda (Le vent de Belgrade s'est levé) (compilation)

### Bandes son
- Musique pour le film Ni Na Nebu Ni Na Zemlji - 1994
- Musique pour le film Profesionalac - 2003